# General Emiliano Zapata, Veracruz
General Emiliano Zapata är en ort i Mexiko.   Den ligger i kommunen Uxpanapa och delstaten Veracruz, i den sydöstra delen av landet, 500 km öster om huvudstaden Mexico City. General Emiliano Zapata ligger 135 meter över havet och antalet invånare är 361.
Terrängen runt General Emiliano Zapata är platt. Runt General Emiliano Zapata är det ganska glesbefolkat, med 29 invånare per kvadratkilometer. Närmaste större samhälle är Poblado Cinco, 12,2 km söder om General Emiliano Zapata. Omgivningarna runt General Emiliano Zapata är en mosaik av jordbruksmark och naturlig växtlighet.